# Tonga na Letnich Igrzyskach Paraolimpijskich 2016
Tonga na Letnich Igrzyskach Paraolimpijskich 2016 w Rio de Janeiro reprezentowało dwoje lekkoatletów, którzy nie zdobyli żadnego medalu. Był to piąty start reprezentacji Tonga na igrzyskach paraolimpijskich (po występach w latach 2000, 2004, 2008 i 2012).
Chorążym reprezentacji podczas ceremonii otwarcia igrzysk była lekkoatletka Ana Talakai.

## Wyniki

### Lekkoatletyka
Mężczyźni
| Zawodnik   | Konkurencja        | Finał    | Finał   | Źródło |
| Zawodnik   | Konkurencja        | Rezultat | Miejsce | Źródło |
| ---------- | ------------------ | -------- | ------- | ------ |
| Sione Manu | rzut oszczepem F46 | 35,62 m  | 12      | [ 3 ]  |

Kobiety
| Zawodnik    | Konkurencja        | Finał    | Finał   | Źródło |
| Zawodnik    | Konkurencja        | Rezultat | Miejsce | Źródło |
| ----------- | ------------------ | -------- | ------- | ------ |
| Ana Talakai | pchnięcie kulą F12 | 7,44 m   | 12      | [ 4 ]  |